# Szap-tó
A Szap-tó vagy Tonle Szap (nemzetközi átírással Tonlé Sap; khmer: ទន្លេសាប, jelentése: ’édesvizű folyam’) édesvizű tó a kambodzsai síkság közepén, mely az ország és egyben egész Délkelet-Ázsia legnagyobb tava.  Vízfelülete a száraz évszakban 2500-2700 km², az esős évszak vége felé a  16 000 km²-t is elérheti.

## Jellemzői
A tavat az azonos nevű, 120-160 km hosszú Tonle Szap folyó köti össze a Mekonggal. Vize az év java részében ezen keresztül folyik le a Mekong felé. Minden évben megfigyelhető egy egyedülálló természeti jelenség. A délnyugatról érkező nyári monszun június és október között megduzzasztja a folyókat, s a Tonle Szap folyó – mint valami hatalmas csatorna – ilyenkor megváltoztatja a folyásának irányát és a Mekong vizét kezdi el szállítani a tóba, melynek vízfelülete ezzel több mint 10 000 km²-rel is növekedhet. A hatalmassá duzzadt tó mindaddig tárolja a Mekong vizét, amíg – általában novemberben – a folyó vízszintje nem süllyed a tó vízszintje alá. Ekkor a tó vize újra a Mekong felé indul meg. 
A tó az esős évszakban a 250 km hosszúságot is elérheti és 60-70 km szélességével hatalmas belső tengerré növekszik. A száraz évszak végén kb. 160 km hosszú és csak a legszélesebb részén éri el a 20 km-t. Ahogyan a tó változtatja a partvonalát, úgy változtatják a helyüket a vízre, tutajokra települt úszó falvak, melynek lakói halászatból élnek. Amikor a tó vize visszahúzódik, a bambuszkerítéssel körülvett, úgynevezett szamrákban hatalmas mennyiségű hal marad vissza. A halexport az egyik fő helyet foglalja el az ország kivitelében. Az áradás során lerakódó termékeny üledéknek köszönhetően a tó körüli vidék Kambodzsa legjobb rizstermő területe.

## Galéria

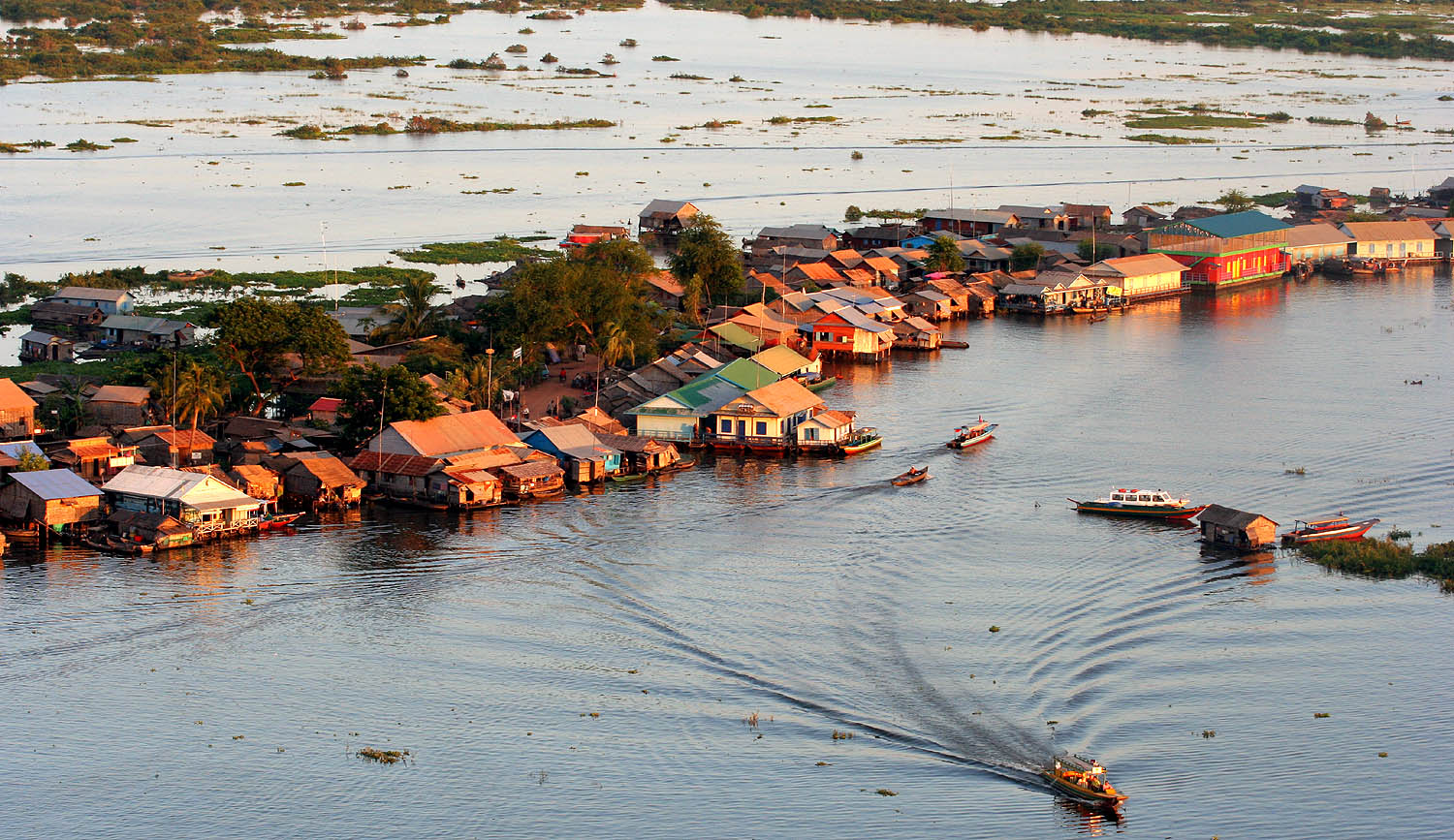
Falu a Szap-tó szélén
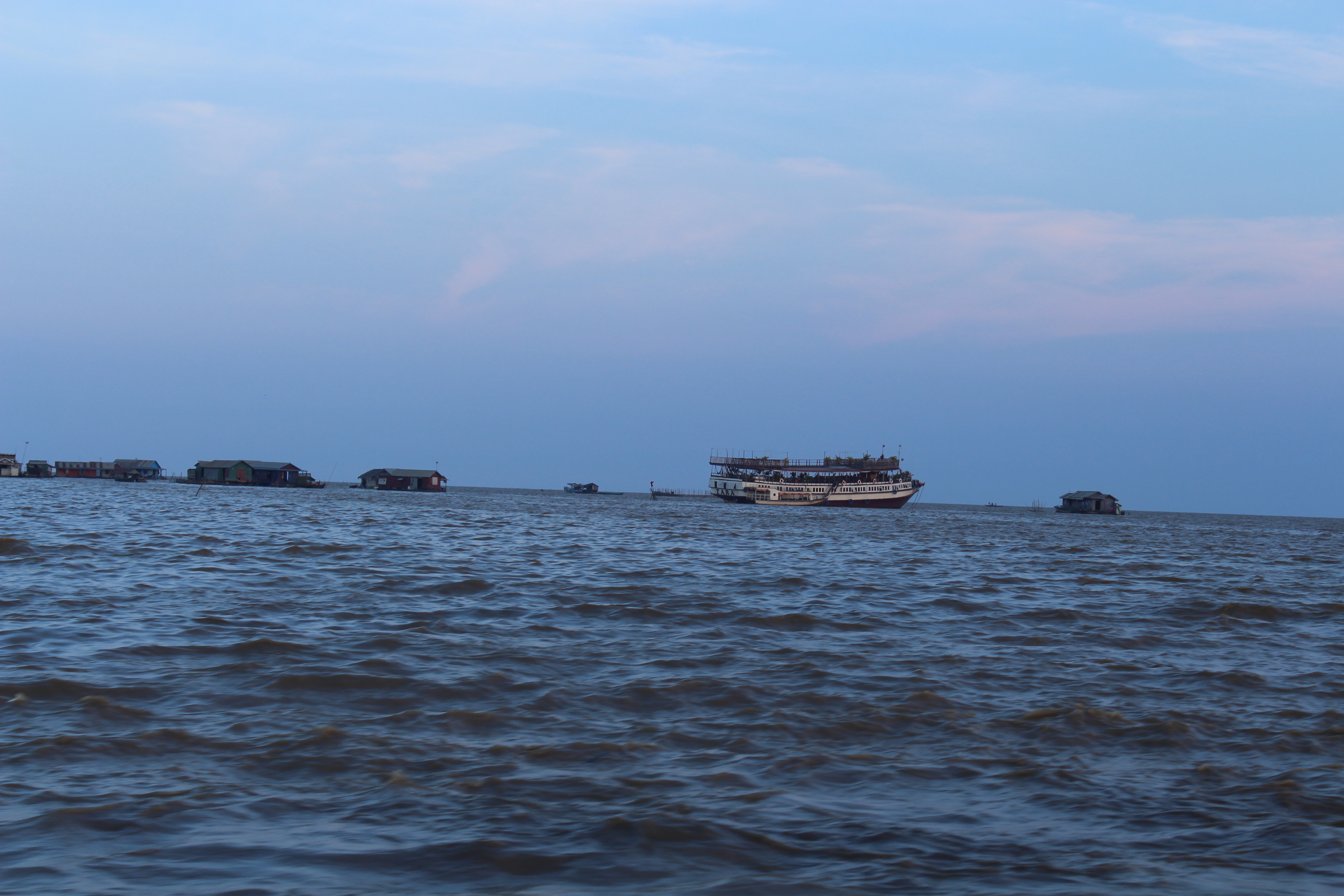
A Szap-tó
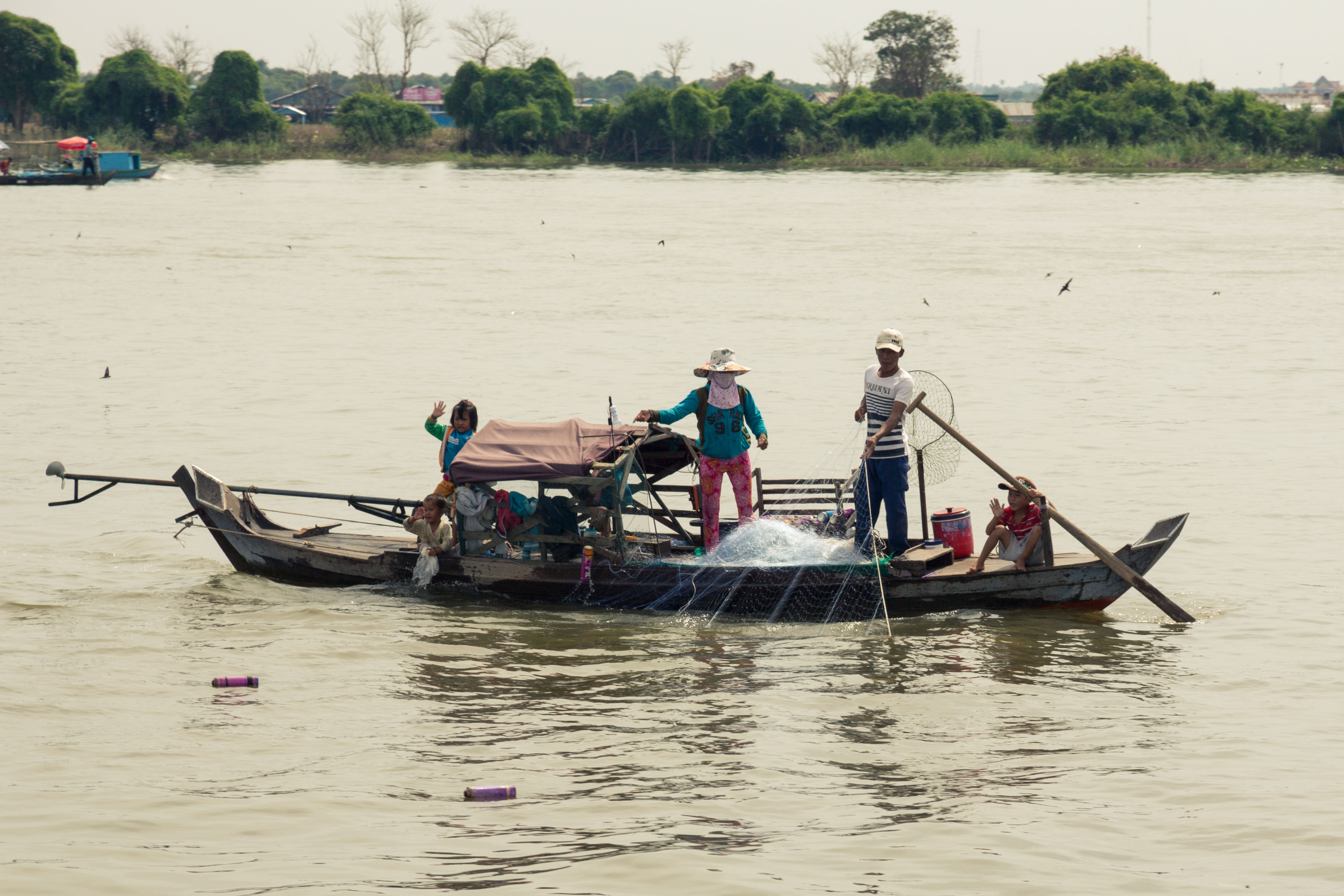
Halászok
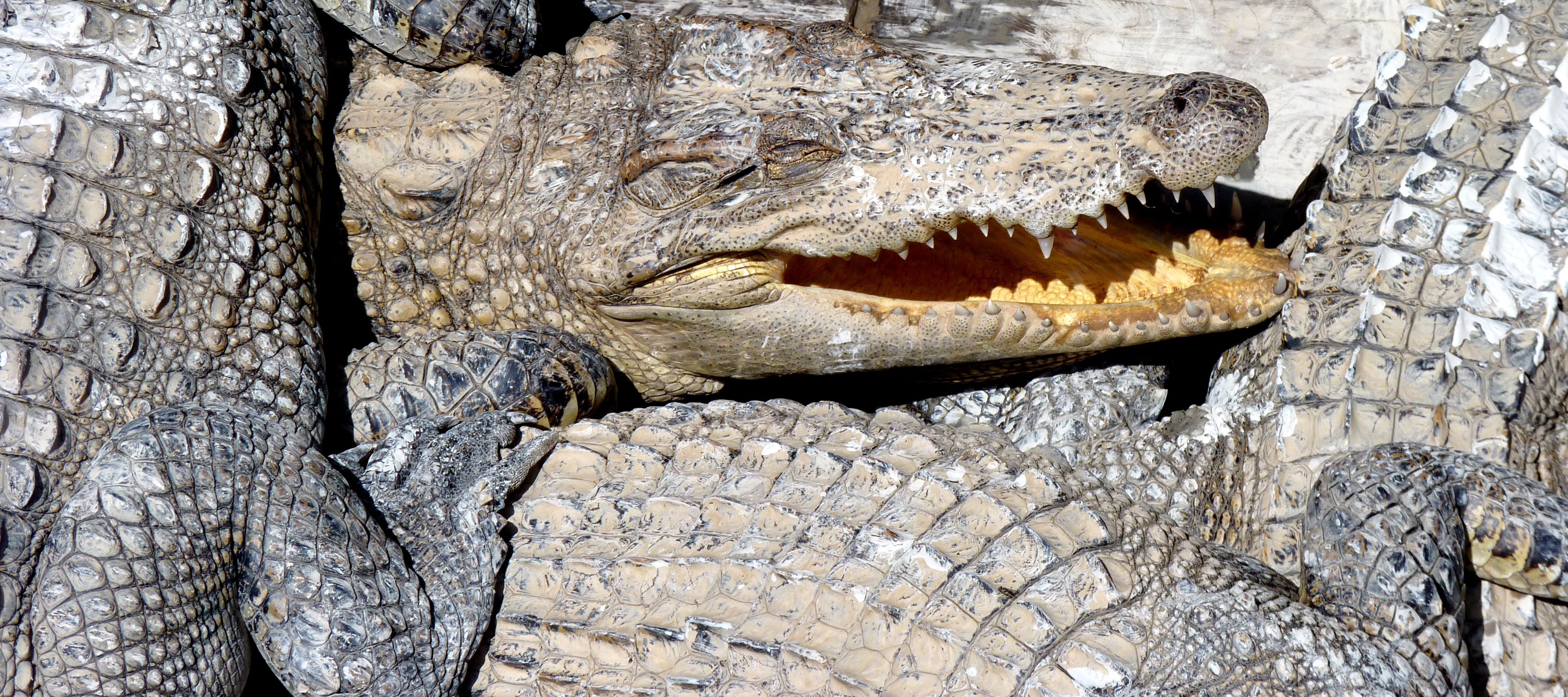
Tenyésztett krokodilok a tavon

## Fordítás
Ez a szócikk részben vagy egészben  a   Tonlé Sap című angol Wikipédia-szócikk fordításán alapul.  Az eredeti cikk szerkesztőit annak laptörténete sorolja fel. Ez a jelzés csupán a megfogalmazás eredetét és a szerzői jogokat jelzi, nem szolgál a cikkben szereplő információk forrásmegjelöléseként.